# Флорентійський баптистерій
Флорентійський баптистерій, також відомий як Баптистерій Святого Івана (італ. Battistero di San Giovanni) — релігійна споруда у Флоренції, Італія,  має статус малої базиліки. Восьмикутний баптистерій стоїть як на площі Пьяцца-дель-Дуомо, так і на площі Сан-Джованні, навпроти Флорентійського собору та Кампаніли Джотто.
Баптистерій — одна з найстаріших будівель міста, побудована між 1059 і 1128 роками у флорентійському романському стилі. Хоча флорентійський стиль не поширився в Італії так широко, як пізанський романський або ломбардський стилі, його вплив мав вирішальне значення для подальшого розвитку архітектури, оскільки він став основою, на якій Франческо Таленті, Леон Баттіста Альберті, Філіппо Брунеллескі та інші майстри і архітектори свого часу створювали архітектуру епохи Відродження. У випадку флорентійського романського стилю можна говорити про «проторенесанс».
Баптистерій відомий своїми трьома бронзовими дверима з рельєфними скульптурами. Південні двері створив Андреа Пізано, а північні та східні — Лоренцо Гіберті. Мікеланджело назвав східні двері «Воротами раю».
У цьому баптистерії були хрещені італійський поет Данте Аліг'єрі та багато інших визначних діячів епохи Відродження, у тому числі члени родини Медічі.
У будівлі знаходиться монументальна гробниця антипапи Івана XXIII роботи Донателло.

## Історія

### Рання історія

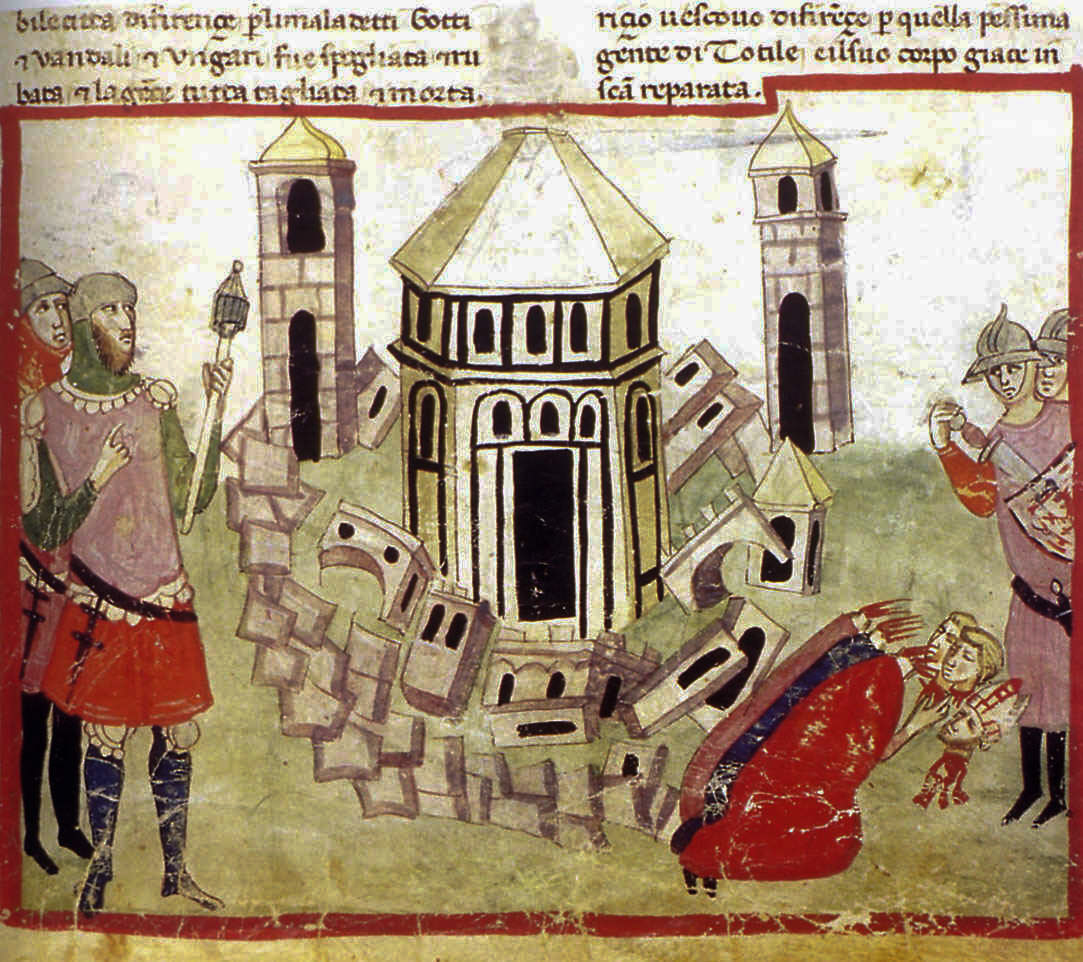
Ілюстрація з «Nuova Cronica», на якій Тотіла зруйнував стіни Флоренції в 6 столітті, залишивши баптистерій недоторканим

Колись вважалося, що баптистерій спочатку був римським храмом, присвяченим Марсу, богу-охоронцю старої Флоренції. Літописець Джованні Віллані повідомив про цю середньовічну флорентійську легенду у своїй «Nuova Cronica» XIV століття. Розкопки XX століття показали, що через площу з баптистерієм проходила римська стіна I ст., яка могла бути побудована на залишках римської сторожової вежі на розі цієї стіни або, можливо, іншої римської будівлі, в тому числі будинок II ст., який був відреставрований наприкінці IV або на початку V ст. Безсумнівно, що початковий восьмикутний баптистерій був споруджений тут наприкінці IV або на початку V століття. Він був замінений або змінений іншим ранньохристиянським баптистерієм у VI столітті. Його будівництво приписують Теодолінді, королеві лангобардів (570—628), щоб засвідчити навернення її чоловіка, короля Аутаі.

### Восьмикутна конструкція
Восьмикутник був звичайною формою для баптистерій протягом багатьох століть з ранніх християнських часів. Іншими ранніми прикладами є Латеранський баптистерій (440), який став зразком для інших по всій Італії, церква Святих Сергія і Вакха (527—536) у Константинополі та базиліка Сан-Вітале в Равенні (548).

Восьмикутний план із скарселлою на заході

Раніше баптистерій був другою базилікою міста після Сан-Лоренцо, за межами північної міської стіни, і передував церкві Санта-Репарата. Вперше він був зафіксований 4 березня 897 року, коли там сидів граф Палатин і посланець імператора Священної Римської імперії, щоб здійснювати правосуддя. Гранітні пілястри, ймовірно, були взяті з римського форуму, розташованого на місці нинішньої Пьяцца делла Республіка. У той час баптистерій був оточений цвинтарем з римськими саркофагами, які використовувалися важливими флорентійськими родинами як гробниці (нині в Музеї Флорентійського собору).

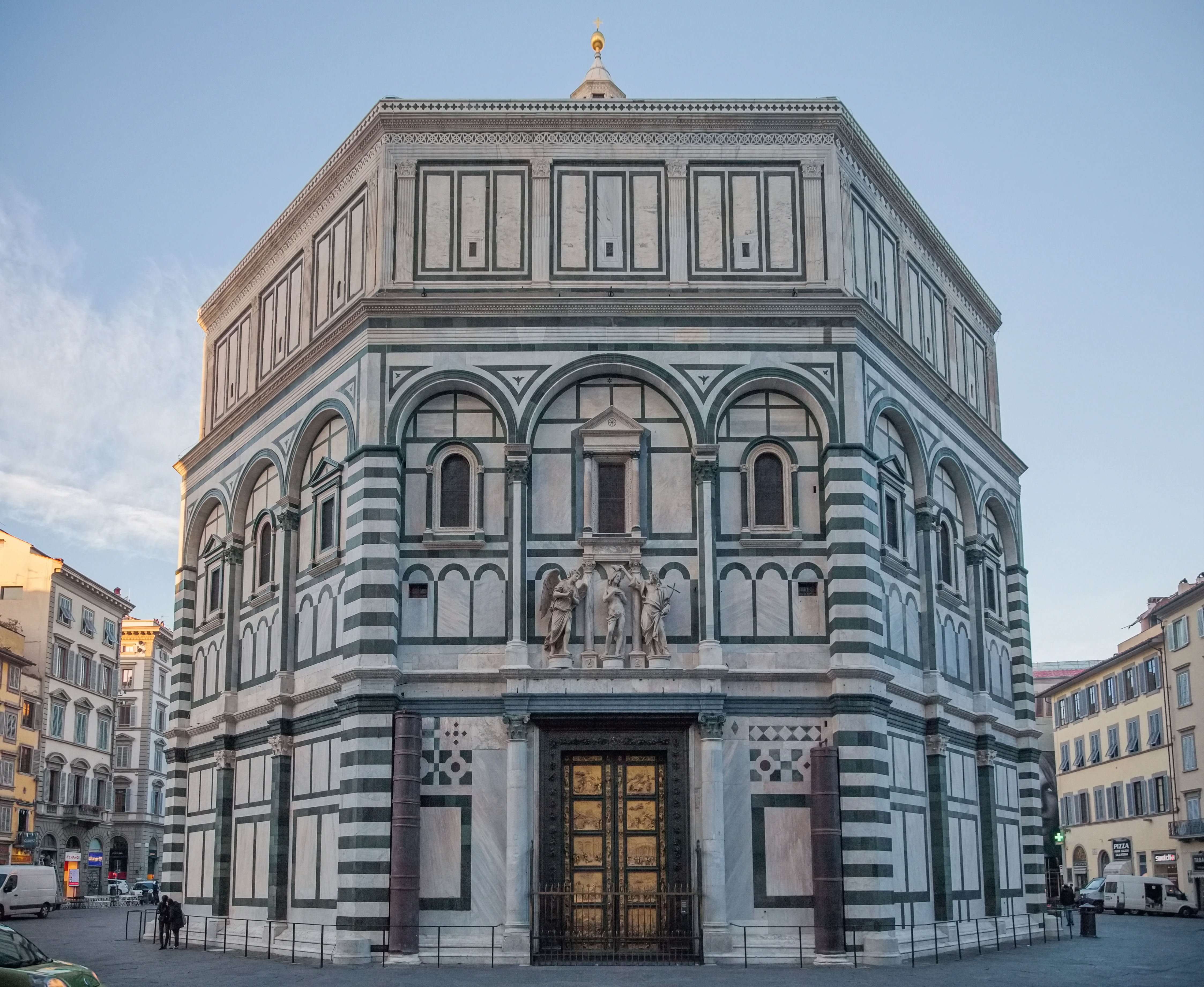
Баптистерій Флоренції (Баттістеро ді Сан-Джованні)
Вкрита мозаїкою внутрішня частина восьмикутного купола

### Будівництво
Нинішній набагато більший баптистерій був побудований в романському стилі близько 1059 року, що свідчить про зростання економічного та політичного значення Флоренції. Він був повторно освячений 6 листопада 1059 року Папою Миколою II, флорентійцем. За легендою, мармур привезли з Ф'єзоле, завойованого Флоренцією в 1078 році. Інший мармур походить із стародавніх споруд. Будівництво було закінчено в 1128 році.
Близько 1150 року до даху павільйону була добудована восьмикутна лантерна. У 1202 році він був розширений прямокутним вхідним ганком, який веде до оригінального західного входу будівлі, який у XV столітті став апсидою, після відкриття східних дверей, що виходять на західні двері собору, Лоренцо Гіберті. По кутах, під дахом, жахливі голови левів з людською головою під кігтями. Вони є ранніми зображеннями Марзокко, геральдичного флорентійського лева (символ Марса, бога війни, оригінального чоловіка-захисника Флорентії, що захищає лілію або ірис, символ  покровительки міста, Флори, богині землеробства).
Між XIV і XVI ст. було додано трє бронзових подвійних дверей з бронзовими та мармуровими статуями над ними. Це свідчить про те, що баптистерій у той час був щонайменше рівним сусідньому собору за значенням.

## Зовнішній вигляд

### Дизайн

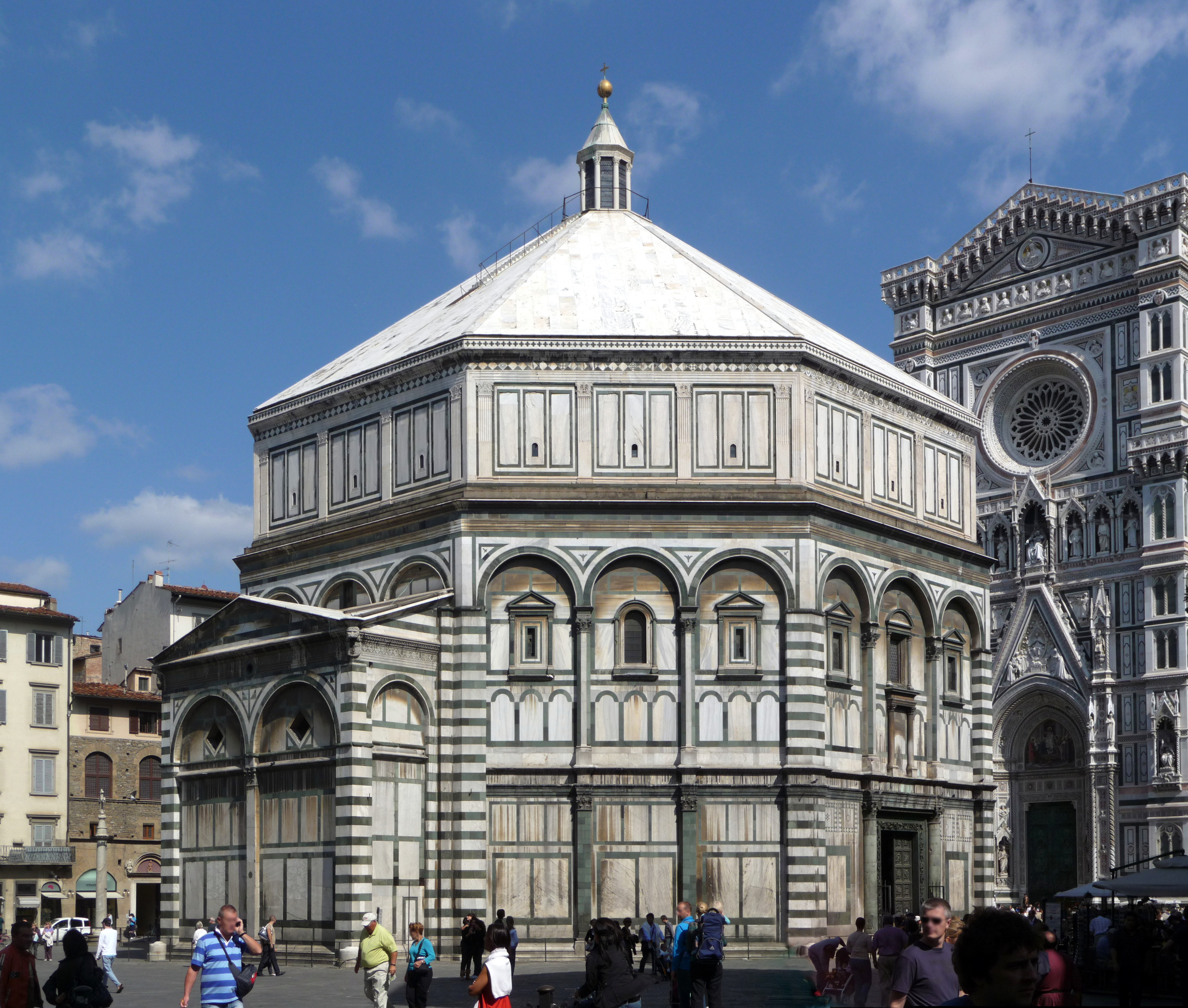
Зовнішній вигляд, ліворуч видно південні двері

Баптистерій має вісім рівних сторін із прямокутним доповненням із західного боку. Боки, спочатку побудовані з пісковика, оздоблені кольоровим мармуром з геометричним малюнком, білим каррарським мармуром з інкрустацією зеленого мармуру Прато, переробленим у романському стилі між 1059 і 1128 роками. Стиль цієї церкви послужить прототипом, вплинувши на багатьох архітекторів, таких як Леоне Баттіста Альберті, у їхньому проектуванні церков епохи Відродження в Тоскані.
Екстер'єр також прикрашений низкою художньо значущих статуй Андреа Сансовіно (над райськими воротами), Джована Франческо Рустічі, Вінченцо Данті (над південними дверима) та інших.
Елементи дизайну розташовуються в групах по три, починаючи з трьох окремих горизонтальних секцій. Середня частина має по три глухі арки з кожного боку, кожна з яких містить вікно. Вони мають чергові, загострені та напівкруглі фронтони. Під кожним вікном — стилізована арка. У верхній панелі також є три невеликих віконця, кожне в центральному блоці трипанельного дизайну.
Спочатку апсида була напівкругла, але в 1202 році її зробили прямокутною.

### Баптистерійні двері

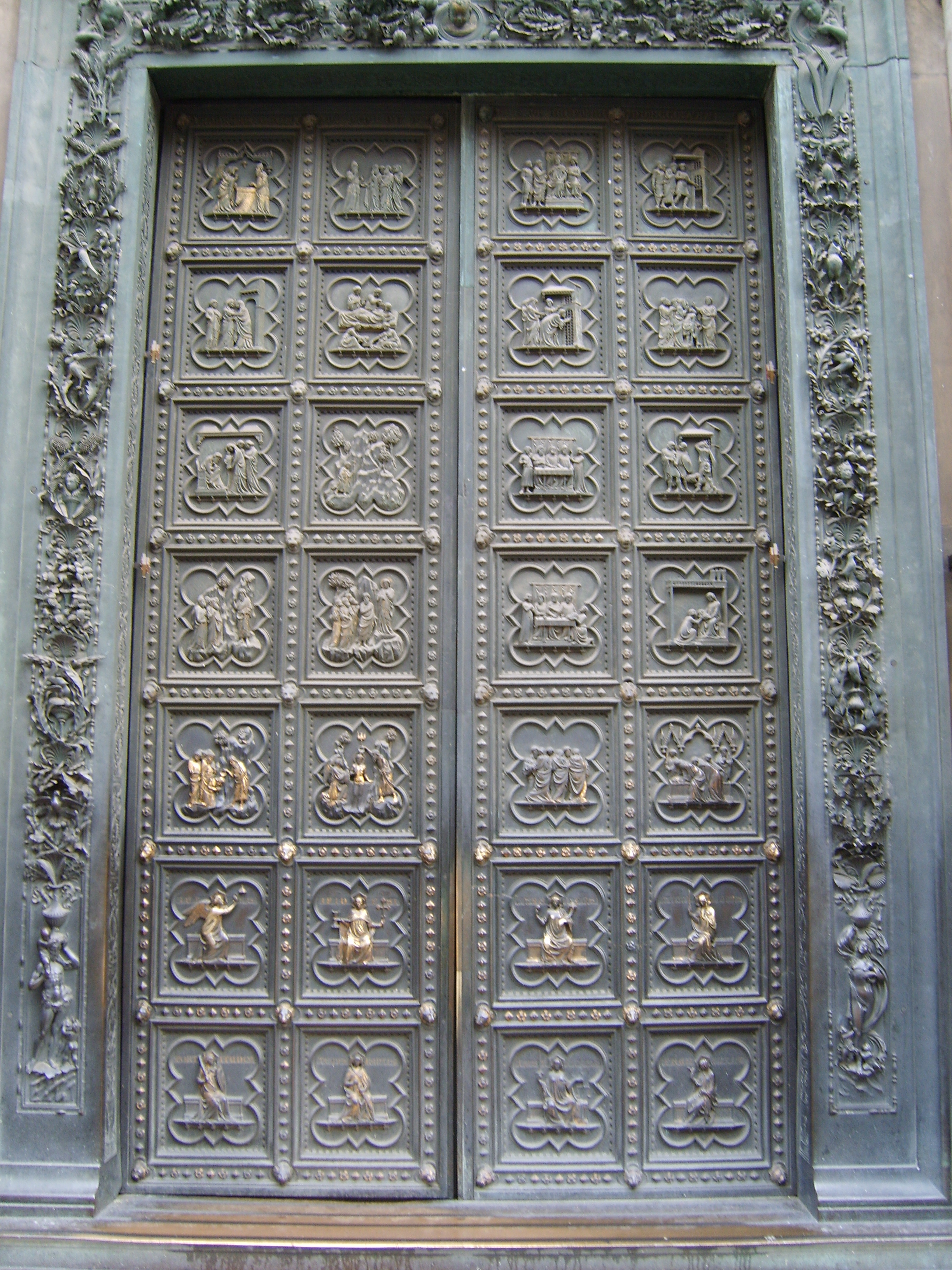
Південні двері (деталь) Андреа Пізано

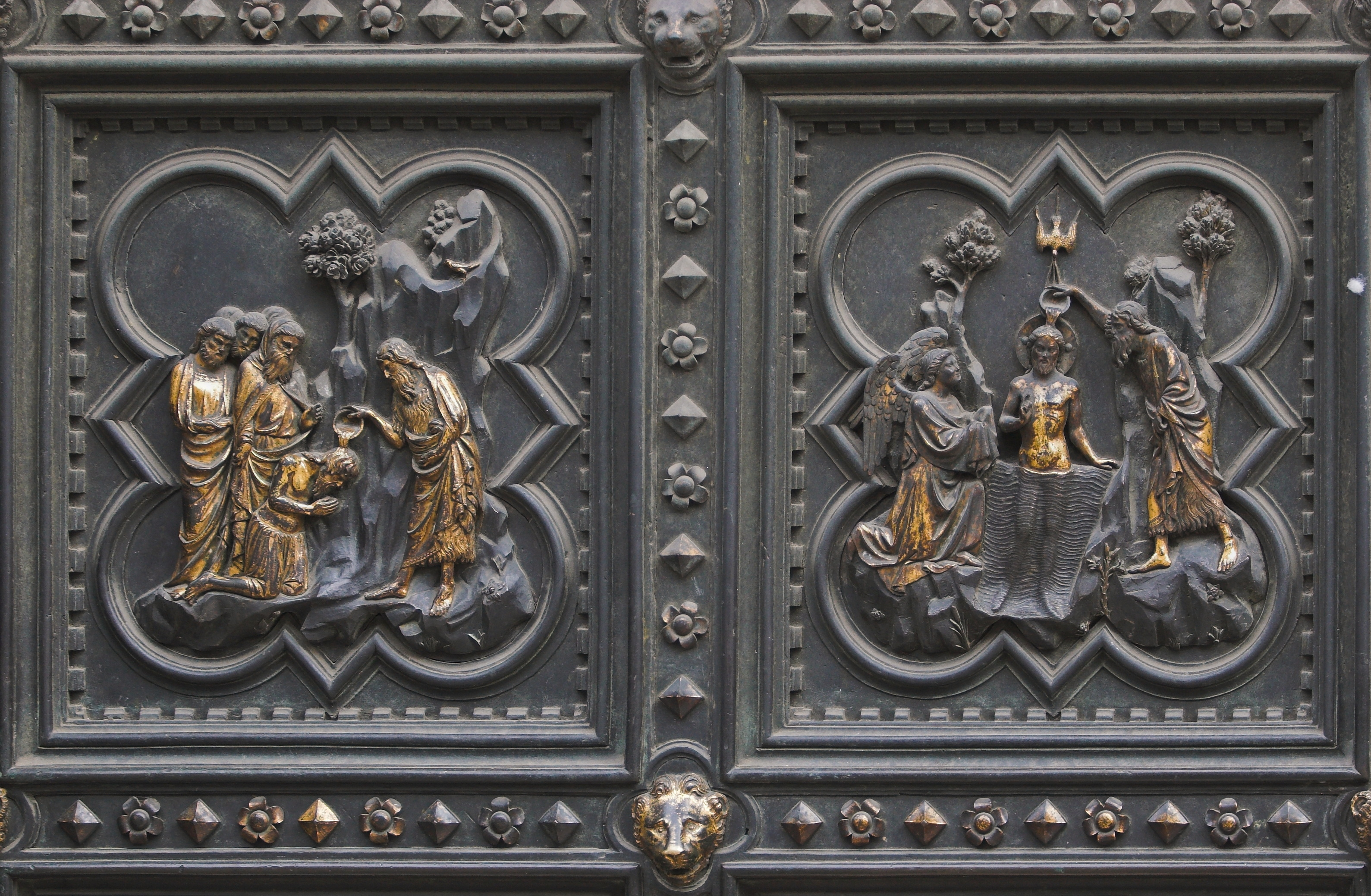
Південні двері (деталь) Андреа Пізано

#### Андреа Пізано
Згідно з рекомендацією Джотто, Андреа Пізано отримав доручення розробити перший набір дверей у 1329 році. Південні двері спочатку були встановлені на східній стороні, зверненої до Дуомо, і були перенесені на їхнє теперішнє місце в 1452 році. Бронзове лиття та позолоту виконано венеційцем Леонардо д'Аванцо, визнаним одним із найкращих бронзових ковалів у Європі. Двері були завершені в 1336 році. Ці проторенесансні двері складаються з 28 чотирилисникових панелей, з двадцятьма верхніми панелями, які зображують сцени з життя Святого Івана Хрестителя. Вісім нижніх панелей зображують вісім чеснот надії, віри, милосердя (три богословські чесноти), смирення, міцності духу, поміркованості, справедливості та розсудливості (чотири головні чесноти). Литі рельєфи до дверної коробки були додані Лоренцо Гіберті в 1452 році. У верхній частині дверей є латинський напис: Andreas Ugolini Nini de Pisis me fecit AD MCCCXXX (Андреа Пізано зробив мене в 1330 році).
На групі бронзових статуй над брамою зображено Усікновення глави Іоанна Хрестителя. Це шедевр Вінченцо Данті 1571 року.

#### Лоренцо Гіберті

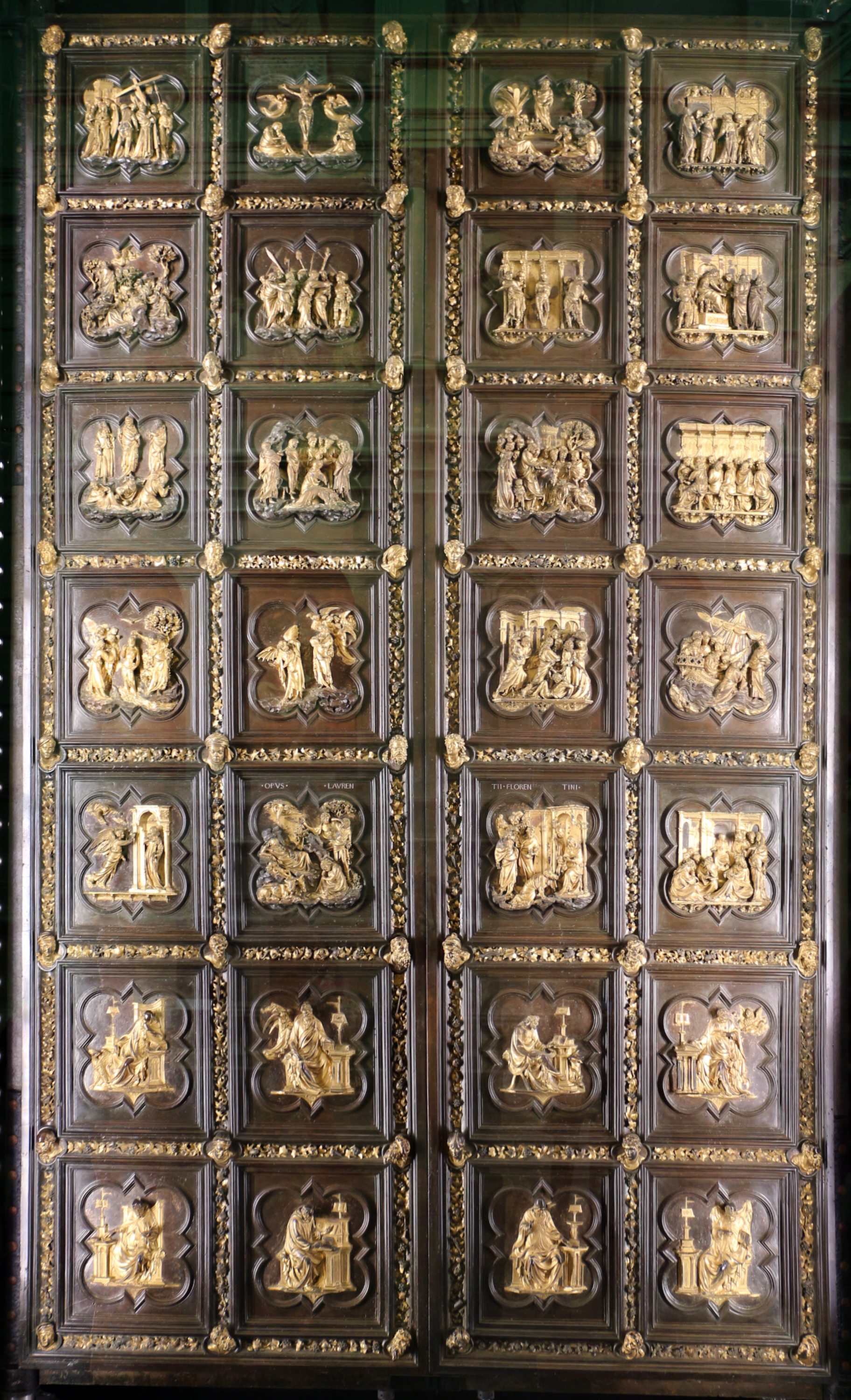
Північні двері — Лоренцо Гіберті

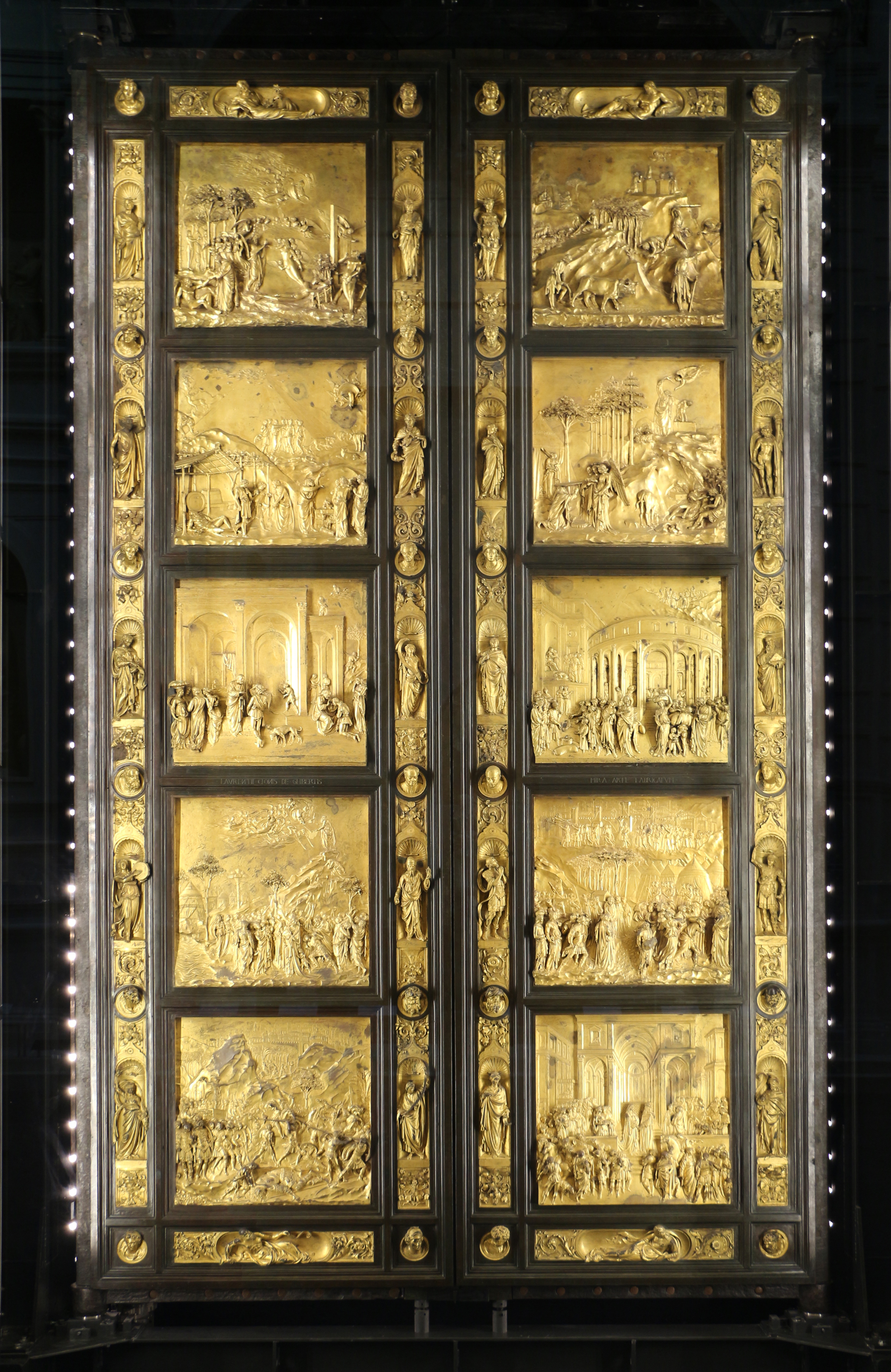
Східні двері, або Ворота раю, Лоренцо Гіберті

У 1401 році Arte di Calimala (Гільдія імпортерів тканини) оголосила конкурс на розробку дверей, які в кінцевому підсумку будуть розміщені на північній стороні баптистерію. Початковим розташуванням цих дверей була східна сторона баптистерію, але двері були перенесені на північну сторону баптистерію після того, як Гіберті завершив свою другу роботу, відому як Ворота раю.
Ці північні двері будуть служити обітною жертвою на честь пощади Флоренції від відносно недавніх напастей, таких як Чорна смерть у 1348 році. На цю комісію змагалися багато артистів, і журі обрало сім півфіналістів. Серед цих фіналістів є Лоренцо Гіберті, Філіппо Брунеллескі, Донателло та Якопо делла Кверсія, з 21-річним Гіберті виграв комісію. На момент суддівства фіналістами були лише Гіберті та Брунеллескі, і коли судді не могли визначитися, їм доручили працювати над ними разом. Гордість Брунеллескі завадила, і він поїхав до Риму вивчати архітектуру, залишивши Гіберті самостійно працювати над дверима. В автобіографії Гіберті, однак, стверджується, що він переміг «без жодного незгодного голосу». Оригінальні проекти «Жертвоприношення Ісаака» Гіберті та Брунеллескі експонуються в музеї Барджелло.
На створення цих дверей Гіберті знадобився 21 рік. Позолочені бронзові двері складаються з двадцяти восьми панелей, на яких двадцять панелей зображують життя Христа з Нового Завіту. На восьми нижніх панелях зображено чотирьох євангелістів і отців церкви святих Амвросія, Єроніма, Григорія та Августина. Панелі оточені каркасом з листя в дверному коробі та позолоченими бюстами пророків і сивіл на перетині панелей. Спочатку вони були встановлені на східній стороні, замість дверей Пізано, пізніше вони були перенесені на північну сторону. Історик мистецтва Антоніо Паолуччі описує їх як «найважливішу подію в історії флорентійського мистецтва першої чверті XV століття».
Бронзові статуї над північними воротами зображують Івана Хрестителя, який проповідує фарисею і садукею. Вони були створені Франческо Рустічі і перевершують будь-яку скульптуру, яку він робив раніше. Кажуть, Леонардо да Вінчі дав йому технічну пораду; поза Івана Хрестителя нагадує зображення пророка Леонардо.
Гіберті у 1424 році отримав друге замовлення, цього разу для східних дверей баптистерію, над яким він і його майстерня (включаючи Мікелоццо та Беноццо Гоццолі) працювали 27 років. Вони мали десять панелей із зображенням сцен зі Старого Завіту. Панелі є великими прямокутниками і більше не вбудовуються в традиційний готичний чотирилистник, як у попередніх дверях. Гіберті використав нещодавно відкриті принципи перспективи, щоб надати глибини своїм композиціям. На кожній панелі зображено більше одного епізоду. В «Історії про Йосипа» зображено оповідну схему про Йосипа, кинутого його братами в колодязь, Йосипа проданого купцям, Купців, які доставляють Йосипа фараону, Йосипа, який тлумачить сон фараона, Фараона, що віддає йому честь, Яківа надсилає синів до Єгипту і Йосип впізнає своїх братів і повертається додому. Згідно з «Житями Вазарі», це панно було найскладнішим, а також найкрасивішим. Фігури розміщені дуже низьким рельєфом у перспективному просторі (техніка, винайдена Донателло і називається rilievo schiacciato, що буквально означає «сплющений рельєф»). Гіберті використовує різні скульптурні техніки, від вирізаних ліній до майже окремо стоячих фігур, усередині панелей, ще більше підкреслюючи відчуття простору.
Панно вміщено в багато прикрашеному позолоченому каркасі з листя і фруктів, безліч статуеток пророків і 24 погруддя. Два центральних бюсти — це портрети художника та його батька Бартоломео Гіберті.
Незважаючи на те, що загальна якість виливки чудова, були допущені деякі помилки. Наприклад, на панелі 15 північних дверей (Бичування) в першому ряду є помилка.
Мікеланджело називав ці двері придатними для того, щоб бути воротами раю (Porte del Paradiso), і вони досі незмінно називаються під цією назвою. Джорджо Вазарі описав їх століття по тому як «безперечно досконалі в усіх відношеннях і повинні вважатися найкращим шедевром, коли-небудь створеним». Сам Гіберті сказав, що це «найдивовижніша робота, яку я коли-небудь робив».

#### Збереження оригінального мистецтва
Ворота раю, розташовані в баптистерії, є копією оригіналів, замінених у 1990 році, щоб зберегти панелі після більш ніж п'ятисот років впливу та пошкоджень. Щоб зберегти оригінальні панелі на майбутнє, панелі реставрують і зберігають у сухому середовищі в  Музеї Собору. Деякі з оригінальних панно можна побачити в музеї; решта оригінальних панелей відновлюються та очищаються за допомогою лазерів замість потенційно шкідливих хімічних ванн. Три оригінальні панелі здійснили тур по США в 2007–2008 роках, а потім були знову об'єднані в раму.
Кілька примірників дверей зберігаються по всьому світу. Один з таких примірників зберігається в коледжі Вассар в Покіпсі, Нью-Йорк. Інша копія, зроблена в 1940-х роках, встановлена в соборі Грейс в Сан-Франциско; копії дверей також виготовлені для Казанського собору в Санкт-Петербурзі, Росія, і в 2017 році для Музею мистецтв Нельсона-Аткінса в Канзас-Сіті, штат Міссурі.
Копія Ворот раю в музеї Гарріса, Престон, Велика Британія

### Галерея

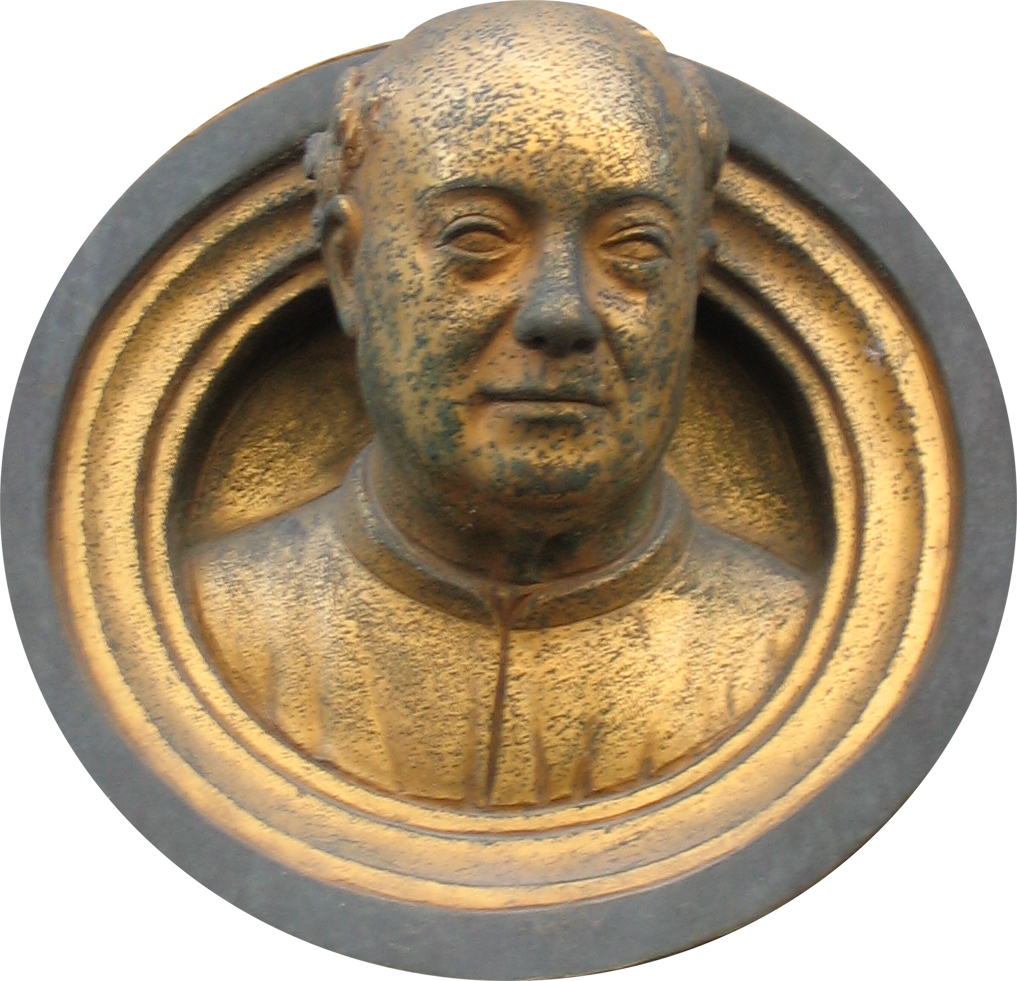
Ворота раю, Автопортрет бюст художника
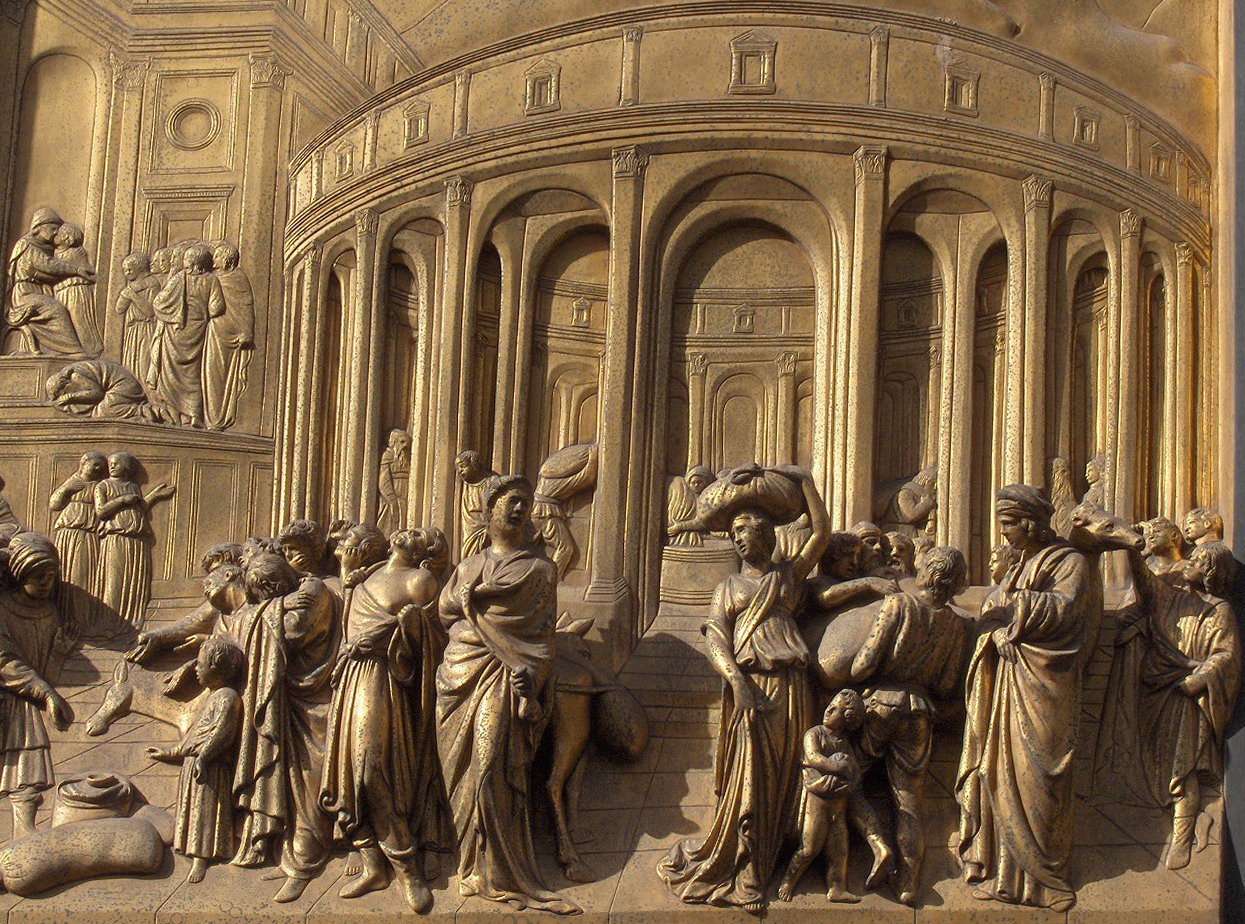
Ворота раю, Історія Йосипа
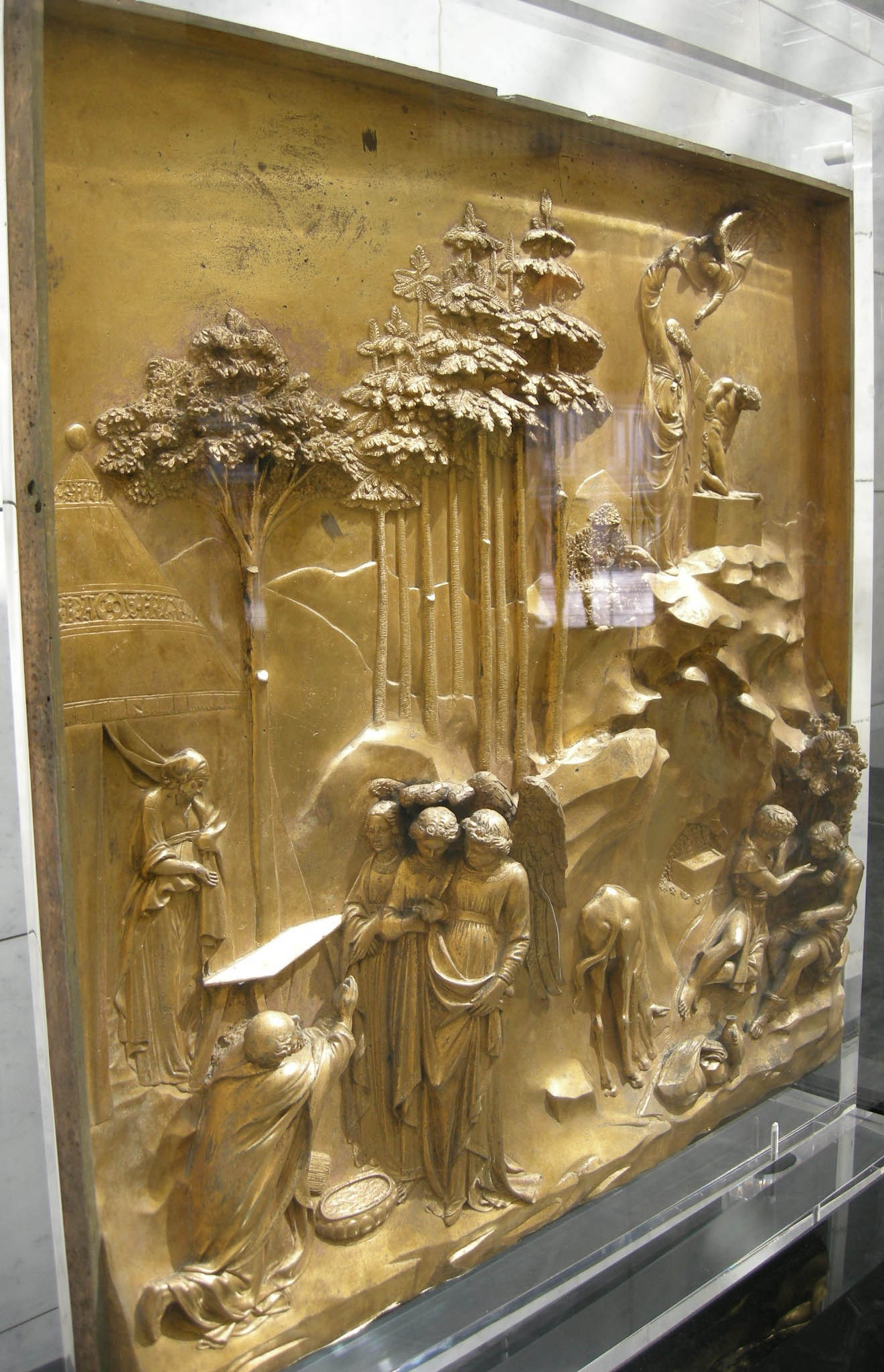
Ворота раю, Історія Авраама
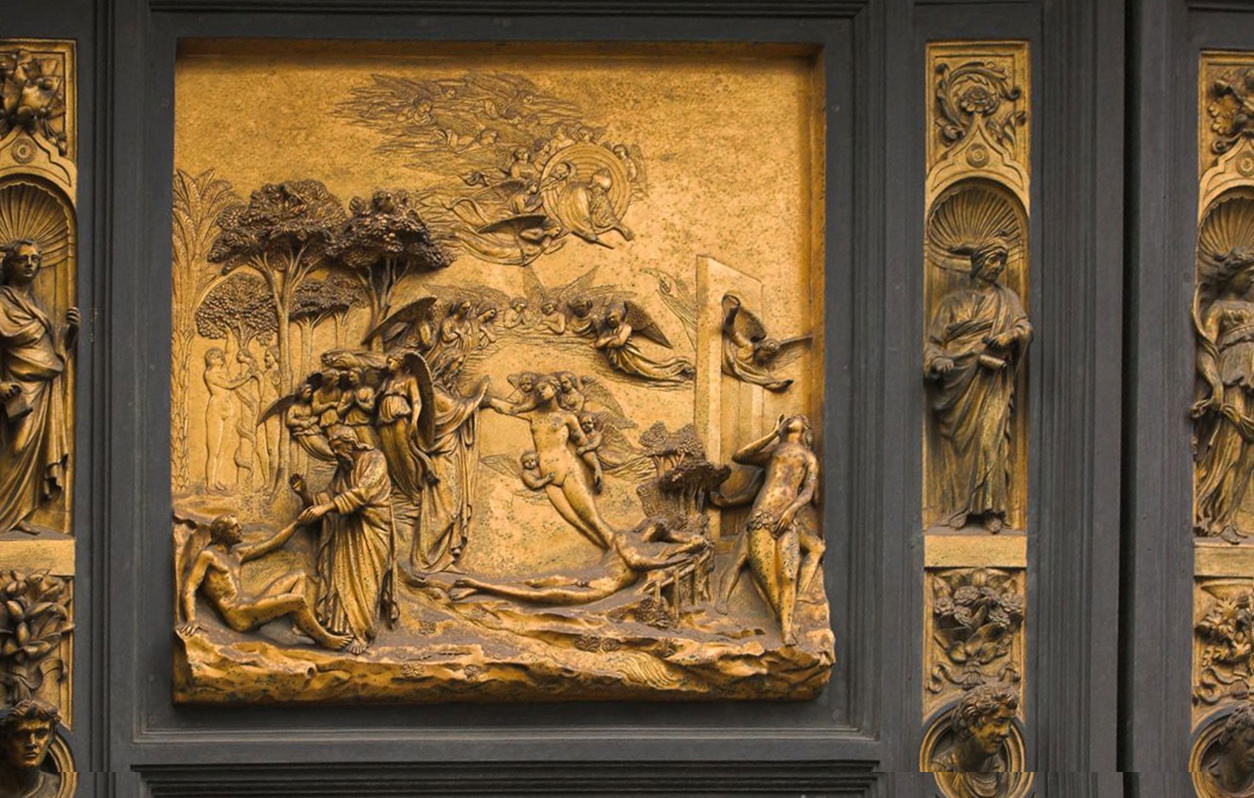
Ворота раю, Історія Адама і Єви

## Інтер'єр
Досить темний інтер'єр поділено на нижню частину з колонами та пілястрами та верхню з переходами. Флорентійці не шкодували коштів при оформленні баптистерію. Внутрішні стіни оздоблені темно-зеленим і білим мармуром з інкрустованим геометричним орнаментом. Ніші розділені монолітними колонами з сардинського граніту. Облицювання інтер'єру мармуром розпочато в другій половині ХІ ст.
У будівлі знаходиться монументальна гробниця антипапи Івана XXIII роботи Донателло і Мікелоццо Мікелоцці. Позолочена статуя, звернена обличчям до глядача, спочиває на смертному ложі, підтримана двома левами, під навісом із позолочених драпіровок. Цьому баптистерію він заповів кілька реліквій і своє велике багатство. Такий пам'ятник з балдахіном був першим в епоху Відродження.
Мозаїчна мармурова бруківка була розпочата в 1209 році. Геометричні візерунки на підлозі складні. Деякі показують нам східні зодіакальні мотиви, як-от плита астролога Строццо Строцці. Там була восьмикутна купель, його основа ще добре видна посередині підлоги. Ця купель, яка колись стояла в церкві Санта-Репарата, була встановлена тут у 1128 році. Кажуть, що Данте розбив одну з нижніх раковин, рятуючи дитину від утоплення. Купель була вилучена у 1571 році за наказом великого князя Франческо I Медічі. Нинішня, значно менша, восьмикутна купель стоїть біля південного входу. Вона була встановлена у 1658 році, але, ймовірно, набагато старша. Рельєфи приписують Андреа Пізано або його школі.

## Мозаїчна стеля

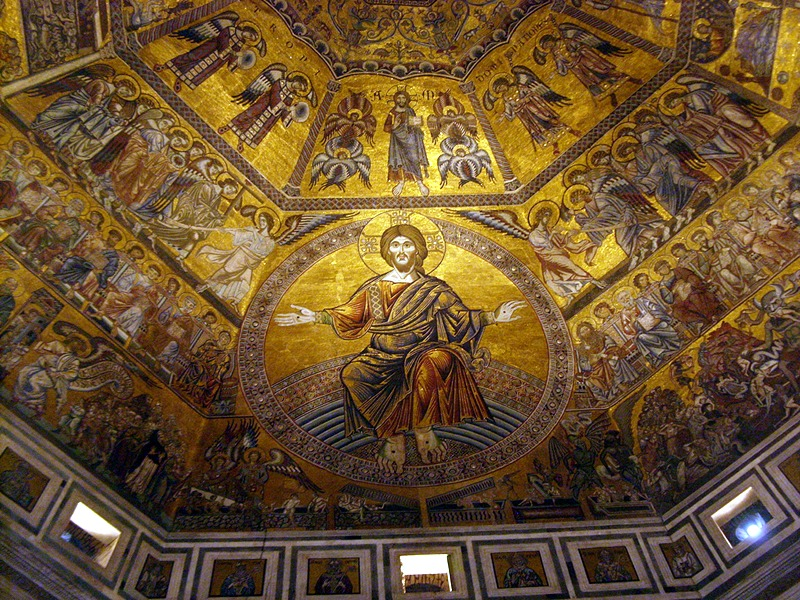
Мозаїчна стеля

Баптистерій увінчує чудова мозаїчна стеля, що створювалася протягом століття в кілька різних етапів. Найдавнішими частинами є верхня зона купола з ієрархією ангелів, Страшний суд на трьох західних сегментах купола і мозаїка над прямокутною каплицею із західного боку. Напис у мозаїці над західною прямокутною каплицею вказує дату початку роботи та ім'я художника. Згідно з цим написом, роботу над мозаїкою почав у 1225 році францисканський монах Якоб. Раніше митця було помилково ідентифіковано як римського мозаїста Якопо Торріті, який працював близько 1300 року. Відповідно до свого стилю, Якоб навчався у Венеції і відчував сильний вплив візантійського мистецтва початку-середини XIII ст. Оскільки напис також називає імператора Фрідріха II, напис і завершення першої фази мозаїк повинні входити до фази гібеллінського правління Флорентії між 1238 і 1250 роками.
Страшний суд, створений Яковом і його майстернею, був найбільшим і найважливішим духовним зображенням, створеним у Баптистерії. На ньому зображено гігантського величного Христа та ангелів із знаряддями пристрасті з боків (раніше приписуваних художнику Коппо ді Марковальдо), нагороди врятованих, які залишають свою гробницю в радості (праворуч від Христа), і покарання проклятих (ліворуч від Христа). Ця остання частина особливо відома: злих спалюють на вогні, смажать на рожні, розчавлюють камінням, кусають змії, гризуть і жують огидні звірі.
Інші сцени на нижніх зонах п'яти східних секцій купола зображують різні сюжети в горизонтальних ярусах мозаїки: (починаючи зверху) історії з Книги Буття; розповіді про Йосипа; розповіді про Марію і Христа і, нарешті, в нижньому ярусі розповіді про святого Івана Хрестителя, покровителя церкви. Всього шістдесят картин виникли в останнє десятиліття ХІІІ ст. Основними митцями були Корсо ді Буоно і Чімабуе. Це найважливіший оповідний цикл флорентійського мистецтва до Джотто.
У барабані під куполом зображено багато голів пророків. Деякі каплиці галереї також прикрашені мозаїкою. Ці частини були виконані близько 1330 року мозаїчниками з Сієни.

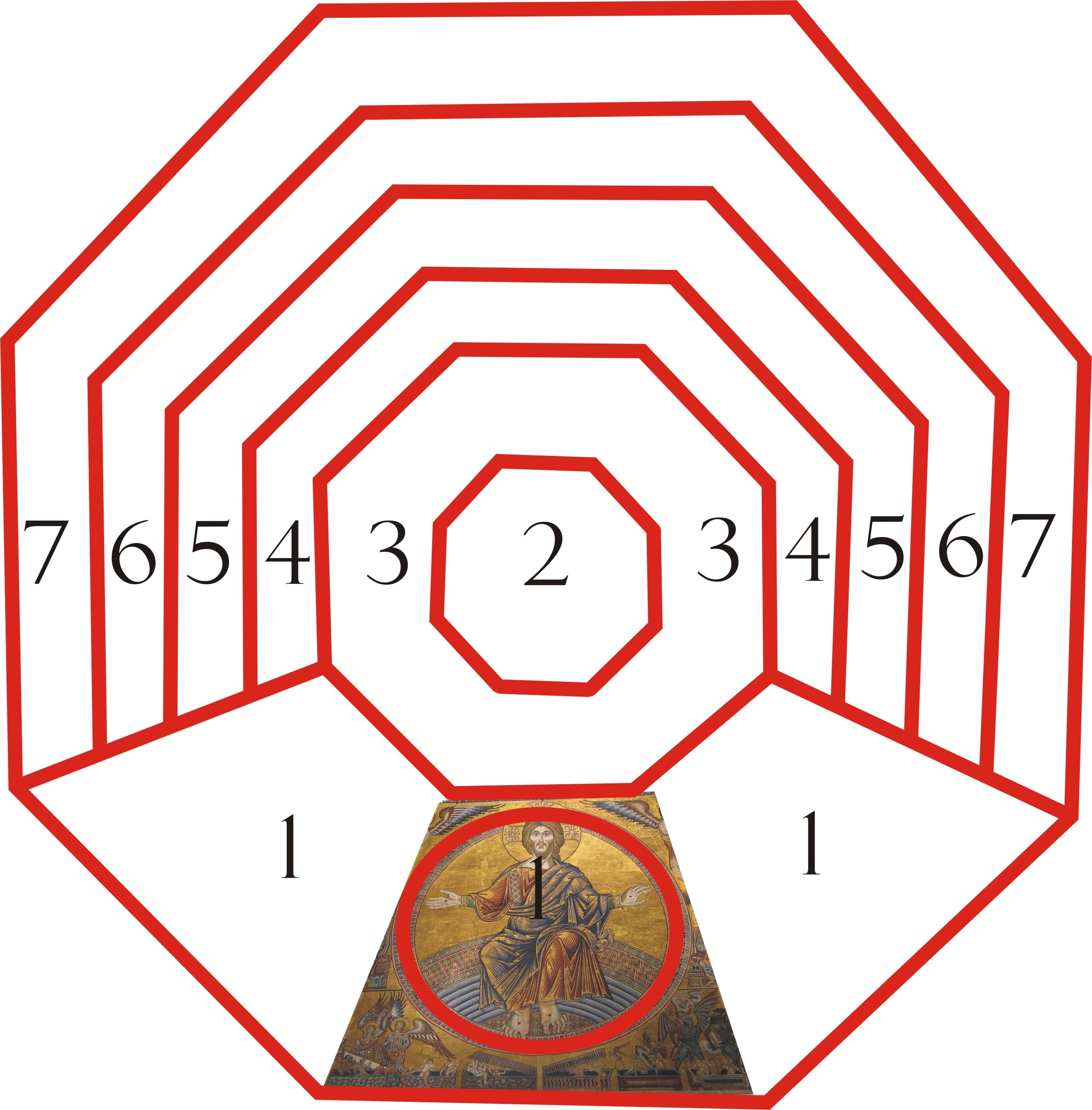
План мозаїчної стелі : 1. Страшний суд. 2. Ліхтар. 3. Хори Ангелів. 4. Історії з Книги Буття. 5. Розповіді про Йосипа. 6. Історії Марії та Христа. 7. Оповідання про св. Івана Хрестителя.

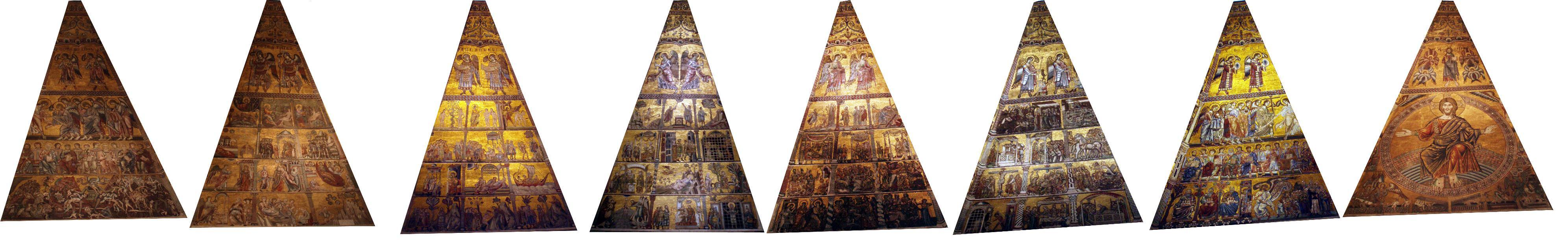
Складене зображення всіх восьми сторін стелі проти годинникової стрілки від Христа.